# Praha-Holyně (železniční zastávka)
Praha-Holyně je železniční zastávka, která leží v km 7,185 jednokolejné neelektrizované železniční Praha – Rudná u Prahy – Beroun mezi stanicí Praha-Řeporyje a výhybnou Prokopské údolí. Stojí v Dalejském údolí poblíž Dalejského potoka.

## Historie
Železniční zastávka byla v Holyni zřízena roku 1933, trať tudy procházela již od roku 1873. V roce 2022 byla zastávka rekonstruována. Opravena byla i budova, ke které přibyl přístřešek pro cestující.

## Popis zastávky
Ještě v roce 2005 fungovala Praha-Holyně jako hláska obsazená drážním zaměstnancem. Ten obsluhoval oddílová návěstidla a závory na úrovňovém přejezdu. Jednalo se o poslední železniční závory v Praze pravidelně ovládané drátovody.
Na smíchovské straně vedla od tratě jihozápadním směrem vlečka do vápenky.
V roce 2021 už Holyně jako hláska nefunguje, neboť jízdy vlaků v traťovém úseku Praha-Řeporyje – Prokopské údolí, kde Praha-Holyně leží, jsou zabezpečeny automatickým hradlem bez oddílových návěstidel. V zastávce je betonové nástupiště s délkou 103 m a výškou nástupní hrany 300 mm nad temenem kolejnice. Cestující jsou informování pomocí rozhlasového informačního zařízení INISS, které dálkově ovládá výpravčí.

## Turismus
Z nádraží vedou turistické značené trasy  1011 do Velké Chuchle a  3063 z Hlubočep do Řeporyjí. Cyklisté mohou využít cyklostezku A12.